# Alain de Libera
Alain de Libera est un historien de la philosophie et universitaire français, né le 27 septembre 1948 à Neuilly-sur-Seine (Hauts-de-Seine),.
Spécialiste de philosophie médiévale, il est professeur honoraire au Collège de France et membre de l'Académie des inscriptions et belles-lettres depuis 2023.

## Biographie

### Formation
Né le 27 septembre 1948, élève au lycée Pasteur (Neuilly-sur-Seine), certifié (1971) puis agrégé de philosophie (1972), après des études à la Sorbonne, Alain de Libera a d’abord enseigné la psychopédagogie à l’École normale d’instituteurs de Quimper (1972-1975). Entré au Centre national de la recherche scientifique (CNRS) en 1975, comme attaché puis chargé de recherche au Centre d’Études des religions du Livre, laboratoire de l’École pratique des hautes études (EPHE) associé au CNRS, il est élu en 1985 directeur d’études à la Ve section (sciences religieuses) de l’EPHE, à la direction d’études d’Histoire des théologies chrétiennes dans l’Occident médiéval, anciennement Histoire des doctrines et des dogmes (Étienne Gilson), puis Histoire des théologies médiévales (Paul Vignaux et René Roques). En 1997, il a été nommé professeur ordinaire, détaché à l’université de Genève, sur une chaire d’Histoire de la philosophie médiévale. Il a, en 2012, été élu sur le même intitulé, professeur au Collège de France,.
Alain de Libera a auparavant enseigné dans de nombreuses institutions. Chargé de cours à l’université de Paris X-Nanterre, chargé d’enseignement à l’École normale supérieure Ulm-Sèvres, professeur associé à l’université de Padoue, plusieurs fois chargé de cours aux universités de Fribourg (Suisse) et de Neuchâtel, professeur associé à l’université de Lugano, professeur associé à l’université d'État de Rio de Janeiro, professeur invité aux universités de Moscou et de Saint-Pétersbourg (Collège franco-russe), il a été titulaire de la chaire Francqui pour les étrangers (1993-1994, université de Liège), de la chaire Cardinal-Mercier (1997, faculté de philosophie de l’université catholique de Louvain), de la chaire Étienne-Gilson (2000, Institut catholique de Paris), de la chaire Perelmann (2010, université libre de Bruxelles), de la Gastprofessur für französische Literatur und Kultur (2012, École polytechnique fédérale de Zurich).
Directeur d'études à l'École pratique des hautes études, où il enseigne l'histoire des théologies chrétiennes dans l'Occident médiéval. Il est professeur à l'université de Genève entre 1997 et 2008 puis de nouveau professeur à l'École pratique des hautes études. Membre honoraire du Laboratoire d'études sur les monothéismes (UMR 8584), il est élu professeur au Collège de France en 2012, titulaire de la chaire d'histoire de la philosophie médiévale. Membre correspondant de la British Academy depuis 2012, il est élu en 2023 comme membre de l'Académie des inscriptions et belles-lettres.

### Œuvre
Alain De Libera a publié en 2007 et 2008 les deux premiers volumes de l'Archéologie du sujet. Cette histoire de la subjectivité publiée aux éditions Vrin (Bibliothèque d'histoire de la philosophie) se déploie dans la longue durée philosophique, et se veut « une histoire de la philosophie du sujet entendue comme histoire du sujet de la philosophie, une archéologie du savoir pensée dans l'horizon de l'histoire de l'Être ». Le travail d'Alain de Libera se place ouvertement sous les auspices de Martin Heidegger et de Michel Foucault,.
Le premier tome Naissance du sujet montre que le sujet n'est ni une création moderne, ni un concept psychologique, ni une invention de Descartes mais plutôt la sédimentation d'une dynamique sémantique, c'est-à-dire le mouvement d'un réseau de concepts (sujet, agent, acteur, auteur, acte, action, passion, suppôt, hypostase, individu, conscience, personne, je, moi, Self, égoïté). Il montre dans ce premier volume comment une série de principes (attribution, imputation, appropriation) et de schèmes mis en place dans l'Antiquité tardive (Plotin, Porphyre, Augustin), élaborés au Moyen Âge (Bonaventure, Thomas d'Aquin), et mis à ban par l'invention de la conscience (Locke) à l'Âge classique, travaillent cette dynamique sémantique. Le tome 1 expose les éléments méthodologiques, les concepts (périchorèse, immanence psychique, intentionnalité), les schèmes (sujet, suppôt, hypostase, personne ; attribution, action, inhérence, dénomination) et construit les outils historiques (attributivisme/attributivisme*, subjectité),.
Le deuxième volume, sous-titré La quête de l'identité porte plus précisément sur ce qui constitue le Moi. Sur ce qui dit Je et son identité à soi dans le temps. L'ouvrage revient sur l'effacement apparent, depuis l'Âge classique, du sujet devant le « Self » et la « Person » et affirme sa persistance dans la notion de personne. La thèse porte sur cette persistance du sujet par le truchement des deux schèmes théoriques forgés dans la pensée antique et médiévale : la subjectité et l'attributivisme. L'identité personnelle selon Strawson et Rorty sert ici de fil conducteur à une étude sur la longue durée, avec les outils du premier tome (Naissance du sujet) de quelques figures remarquables du « double parasitage du sujet et de la personne, d'où est issue la notion moderne de sujet personnel ». Autrement dit, l'ouvrage analyse comment le sujet, « d'abord simple récepteur passif, accède à la condition personnelle d'agent, comptable de ses pensées tout comme de ses actions ».
Ce second volume puise la matière de son questionnement aux sources médiévales, antiques et contemporaines et nourrit son « sujet » notamment par des questions classiques de la philosophie (problème médiéval du baptême des siamois ; problème lockéen des personnalités multiples ou des corps en multipropriété ; bateau de Thésée ; Jumelles de Bohème ; théologie des sacrements ; satire philosophique ; philosophie de l'esprit ; métempsycose ; quodlibets medievaux) et des sources plus standard de l'histoire de la philosophie (Martin Scribbler, Locke, Thomas d'Aquin, Henri de Gand, Duns Scot, Leibniz, Clarke, Butler, Reid, Catharine Trotter, Swift, Pope, Suarez, Cajetan, Franz Brentano et Martin Heidegger).
Dans L'art des généralités, publié en 1999, Alain de Libera développe cette méthode « relativiste » placée sous les auspices croisés de  Robin G. Collingwood et de  Michel Foucault qui consiste à affirmer que «toute thèse est […] relative au monde qui l’a vu naître et la réclame, en même temps, pour être monde. Toute thèse philosophique est une thèse du monde. Le relativisme bien compris est un holisme, et pour cette raison il est aussi discontinuiste ». Cette méthode est appliquée ici à une analyse archéologique de la question de l'abstraction : « Qu'est-ce qu'une idée abstraite ? Un être mathématique ? Un objet universel ? Une classe ? Une collection ? À quelle partie de la philosophie l'enquête incombe-t-elle ? La métaphysique, la logique ou la psychologie[source insuffisante] ? » L'Art des généralités explore cette question de l'abstraction dans la « longue durée » de l'aristotélisme grec (Alexandre d'Aphrodise), latin (Boèce, Abélard) et arabe (Avicenne). L'idée générale de l'ouvrage consiste à dégager "les ruptures épistémiques, les complexes de problèmes, les réseaux d'arguments, les schèmes et les invariants structurels permettant, par leurs retours et leurs déplacements, d'inscrire dans un même espace conceptuel philosophie médiévale et philosophie moderne"[source insuffisante]. L'art des généralités actualise une double discussion théorique entre le Moyen Âge et la modernité (Locke, Berkeley, Bolzano et Meinong entre autres) sur les questions centrales de la philosophie première ; mais aussi entre la philosophie analytique et continentale. « Cette approche, écrit Chirine Raveton, est souvent qualifiée d’analytique ou d’anglo-saxonne, mais c’est tout à fait réducteur ; citons pour nous en convaincre un article précurseur du médiéviste français, Paul Vignaux, le maître d’ailleurs d’Alain de Libera, article de 1977 : "La problématique du nominalisme médiéval peut-elle éclairer des problèmes philosophiques actuels ?", dans lequel il établit une parenté entre le nominalisme d’Abélard et d’Occam et celui de la philosophie analytique contemporaine ; il dresse également un pont entre le nominalisme médiéval et la pensée de Leibniz et Hume. Il n’est donc pas nécessaire d’appartenir à la tradition analytique pour établir une continuité entre philosophie médiévale, philosophie moderne et philosophie contemporaine. On peut penser, dans une tout autre perspective, aux travaux de Jean-Louis Chrétien, qui se réapproprie philosophiquement, dans une veine phénoménologique, les textes patristiques et médiévaux. »
Son ouvrage de 1996, La Querelle des universaux met en perspective les débats médiévaux et contemporains sur la question des universaux. Il traite conjointement la discussion qui, "depuis l’antiquité tardive, oppose et rassemble à la fois le platonisme et l’aristotélisme"[source insuffisante] et le débat contemporain entre « nominalistes » et « réalistes ». Cet ouvrage décrit comment la question des universaux est un "condensateur d’innovations" où s'agencent des machines théoriques inédites qui opéreront comme points de frayage du Moyen Âge à nos jours : « l’invention de l’intentionnalité, la théorie du signe, la refonte des concepts d’essence et d’existence, etc. »,.
En 1991, dans Penser au Moyen Âge, il défendait une approche pluraliste de la Raison. Selon lui, l'histoire de la raison ne se réduit pas à l'histoire de la philosophie. Il existe plusieurs usages de la raison ayant chacun leurs normes, leurs exigences propres. Ainsi, il y a une rationalité philosophique, une rationalité théologique, une rationalité juridique, une rationalité scientifique, etc. En tant qu'historien, il pense que chaque texte étudié doit être remis dans le contexte historique de sa norme rationnelle afin d'éviter de nombreux contresens et anachronismes,.
Par exemple, le Discours décisif d'Averroès ne sera pas étudié comme un texte philosophique traitant des rapports de la raison et de la révélation, mais comme un avis juridique (une Fatwa) portant sur le statut légal de la philosophie à l'intérieur de l'Islam.

## Responsabilités éditoriales
Il codirige la collection « Études de philosophie médiévale » (fondée par Étienne Gilson) puis la collection « Sic et non » aux éditions J. Vrin. Il codirige ensuite la collection « Vestigia » aux éditions du Cerf et devient consultant éditorial de The New Synthese Historical Library, aux éditions Kluwer Academic Publishers (Dordrecht/Boston/Londres). Membre du comité de rédaction des Archives d’histoire littéraire et doctrinale du Moyen Âge, il codirige la collection « Des travaux » aux éditions du Seuil et devient membre du conseil de rédaction de la Revue de métaphysique et de morale puis du comité de rédaction de Critique.

## Réception

### Penser au Moyen Âge
Pour le philosophe Frédéric Nef, « Penser au Moyen Âge énonce dans son titre l’ambiguïté de son programme : il s’agit pour son auteur, médiéviste et historien de la philosophie, de réfléchir sur notre attitude vis-à-vis du Moyen Âge et de retracer les conditions d’émergence de ce qu’on appelle « l’expérience de la pensée » au XIIIe siècle autour des condamnations de 1277, qui marquent la volonté de l’église de s’opposer à un aristotélisme trop radical, c’est-à-dire à la possibilité d’une béatitude humaine qui serait obtenue par la vie philosophique. » L'ouvrage, selon l'auteur, vise à repenser la position de l'intellectuel dans la société contemporaine, le rapport occidental à la pensée et à se défaire des caricatures d'un obscurantisme médiéval.
Dans cet ouvrage, Alain De Libera avance que la culture scientifîco-philosophique « péripatéticienne », aux XIIe et XIIIe siècles, passe du monde arabo-musulman à l'Occident latin notamment grâce au travail des traducteurs. « Notre conviction est que l'histoire de l'aristotélisme occidental est, pour une large part, celle d'un emprunt — d'un emprunt aux Arabes. On peut encore exprimer cela plus brutalement en disant que le penseur européen des XIIIe et XIVe siècles est un produit d'importation ». Les “Arabes” auraient ainsi favorisé la formation intellectuelle de l'Europe (affirmation « qu'il n’est pas possible de “discuter” à moins de nier l'évidence »).

### L'affaireAristote au Mont-Saint-Michel
Alain De Libera a été l'un des acteurs de la controverse opposant un collectif de 56 universitaires (dont Philippe Büttgen, Marwan Rashed, et Irène Rosier-Catach) et d'autres chercheurs dans « l'affaire Aristote au mont Saint-Michel », une violente polémique sur l'apport du monde arabo-musulman au monde occidental, déclenchée lors de la parution du livre du même nom de Sylvain Gouguenheim,. Dans le domaine des analyses académiques, les principales critiques adressées à l'ouvrage de Sylvain Gouguenheim sont exposées dans l'ouvrage collectif Les Grecs, les Arabes et Nous. Le journaliste et essayiste Jean Sévillia a critiqué la démarche idéologique et politique qu'il attribue à Alain de Libera et qu'il juge évidente au vu de certaines de ses déclarations, comme lorsque ce dernier écrit, à propos de l'islamophobie sous-jacente de l’œuvre de Sylvain Gouguenheim : « Cette Europe-là n'est pas la mienne, je la laisse au "ministère de l'Immigration et de l'Identité nationale" et aux caves du Vatican ».
C'est en effet l'idée d'un réseau d'échange intellectuel méditerranéen que Sylvain Gouguenheim conteste notamment dans son livre Aristote au Mont-Saint-Michel (2008). Il avance qu'il ne pouvait suivre Alain De Libera quand celui-ci « crédite l’Islam d’avoir effectué la " première confrontation de l’hellénisme et du monothéisme " - oubliant les Pères grecs ! », alors même que les travaux du titulaire de la chaire de philosophie médiévale de la Sorbonne font une place de choix au néoplatonisme chrétien dans ses études, comme La Querelle des universaux. L'essayiste Guy Rachet par exemple a adressé une critique similaire aux théories d'Alain De Libera, soulignant que « c'est bien dans l'Antiquité, on peut dire dès les épîtres de saint Paul, et plus symboliquement lors de son séjour à Athènes, que s'est produite la première confrontation entre l'hellénisme, porteur de la raison, et un monothéisme totalement irrationnel », faisant fi de l'hellénisme de Philon d'Alexandrie, pourtant antérieur à l'œuvre paulinienne.

## Principales publications

### Ouvrages
- Introduction à la mystique rhénane : d'Albert le Grand à Maître Eckhart, Paris, éd. OEIL, 1984.
- La Philosophie médiévale, Paris, éd. PUF, coll. « Que sais-je ? », 1989  (ISBN 2-13-051580-0).
- Albert le Grand et la philosophie, Paris, éd. Vrin, 1990  (ISBN 2-7116-1015-2).
- Averroès et l'averroïsme, Paris, éd. PUF, coll. « Que sais-je ? », 1991  (ISBN 2-13-044203-X)
- La Philosophie médiévale, Paris, éd. PUF, coll. « Premier cycle », 1994 (ISBN 2-13-046000-3)[40].
- La Mystique rhénane. D'Albert le Grand à Maître Eckhart, Paris, éd. Le Seuil, coll. « Points », 1994.  (ISBN 2-02-021112-2).
- Penser au Moyen Âge, Paris, éd. Le Seuil, 1991  (ISBN 2-02-013199-4) ; coll. "Points", 1996[41].
- La Querelle des universaux, de Platon à la fin du Moyen Âge, Paris, éd. Le Seuil, 1996  (ISBN 2-02-024756-9).
- Eckhart, Suso, Tauler, ou la Divinisation de l'homme, Paris, éd. Bayard, 1996  (ISBN 2-227-32508-9)[42].
- Maître Eckhart et la Mystique rhénane, Paris, éd. Cerf, 1999  (ISBN 2-204-05981-1).
- L'Art des généralités. Théories de l'abstraction, Paris, éd. Aubier, 1999  (ISBN 2-7007-3355-X).
- Morgen Schtarbe (roman), Paris, éd. Flammarion, 1999.
- La Référence vide. Théories de la proposition, Paris, éd. PUF, 2002  (ISBN 2-13-051619-X).
- Raison et Foi. Archéologie d'une crise, d'Albert le Grand à Jean-Paul II, Paris, éd. Le Seuil, 2003  (ISBN 2-02-061287-9).
- Thomas d'Aquin. L'Unité de l'intellect contre les averroïstes, Paris, éd. Vrin, 2004  (ISBN 2-7116-1681-9).
- Métaphysique et noétique. Albert le Grand, Paris, éd. Vrin, 2005  (ISBN 2-7116-1638-X).
- Archéologie du sujet. I. Naissance du sujet, Paris, éd. Vrin, 2007  (ISBN 978-2-7116-1927-6).
- Archéologie du sujet. II. La Quête de l'identité, Paris, éd. Vrin, 2008  (ISBN 2-7116-1974-5).
- Archéologie du sujet III. La double révolution.L'acte de penser, 1, Paris, éd. Vrin, 2014.  (ISBN 978-2-7116-2610-6).
- Après la métaphysique : Augustin?, Paris, éd. Vrin, 2013  (ISBN 978-2-7116-2424-9).
- Où va la philosophie médiévale ?, Paris, éd. Fayard / Collège de France, 2014[43]
- L'invention du sujet moderne, Paris, éd. Vrin, 2015  (ISBN 978-2-7116-1927-6)[44].
- L’archéologie philosophique, Paris, éd. Vrin, 2016  (ISBN 978-2-7116-2741-7)[45].
- La volonté et l’action, Paris, éd. Vrin, 2017  (ISBN 978-2-7116-2803-2).
- Le sujet de la passion, Paris, éd. Vrin, 2020  (ISBN 978-2-7116-2962-6).

### Ouvrages collectifs
- Maître Eckhart. Métaphysique du Verbe et théologie négative [sous la dir. de], éd. Beauchesne, 1997  (ISBN 2-7010-1072-1).
- Dictionnaire du Moyen Âge [sous la dir. de], Paris, éd. PUF, 1re édition, 2002  (ISBN 2-13-053057-5).
- Les Grecs, les Arabes et nous : enquête sur l'islamophobie savante [sous la dir. de], Paris, éd. Fayard, 2010  (ISBN 978-2-213-65138-5).

### Traductions et présentations
- Porphyre, Isagoge ; textes grecs et latins, trad. par Alain de Libera et Alain Philippe Segonds, Paris, éd. Vrin, 1998 (Sic et non), Clxii-100p.  (ISBN 2-7116-1344-5).
- Averroès, L'Intelligence et la Pensée, Paris, éd. GF-Flammarion, 1999.
- Averroès, Discours décisif, trad. M. Geoffroy, introduction Alain de Libera, Paris, éd. GF-Flammarion, 1999.
- Thomas d'Aquin, Contre Averroès, Paris, éd. GF-Flammarion, 1999.
- Maître Eckhart, Traités et sermons, Paris, éd. GF-Flammarion, 1999.

## Distinctions

### Décorations
- Officier de l'ordre national du Mérite[46] ;
- Chevalier de l'ordre des Palmes académiques (2006)[46].

### Récompenses
- Prix Victor-Delbos de l'Académie des sciences morales et politiques (1986)[47] ;
- Prix Montyon de l’Académie française (1992)[48] ;
- Prix Lyssenko pour « avoir mis en lumière les racines musulmanes de l'Europe médiévale » (2007)[46] ;
- Docteur honoris causa de l'Université Laval de Québec (2013)[7] ;
- Grand prix de philosophie de l'Académie française (2015)[49],[50] ;
- Médaille d'honneur du mérite en sciences philologiques et philosophiques de l'Université Charles de Prague (2023)[51].